# Exageración burlesca

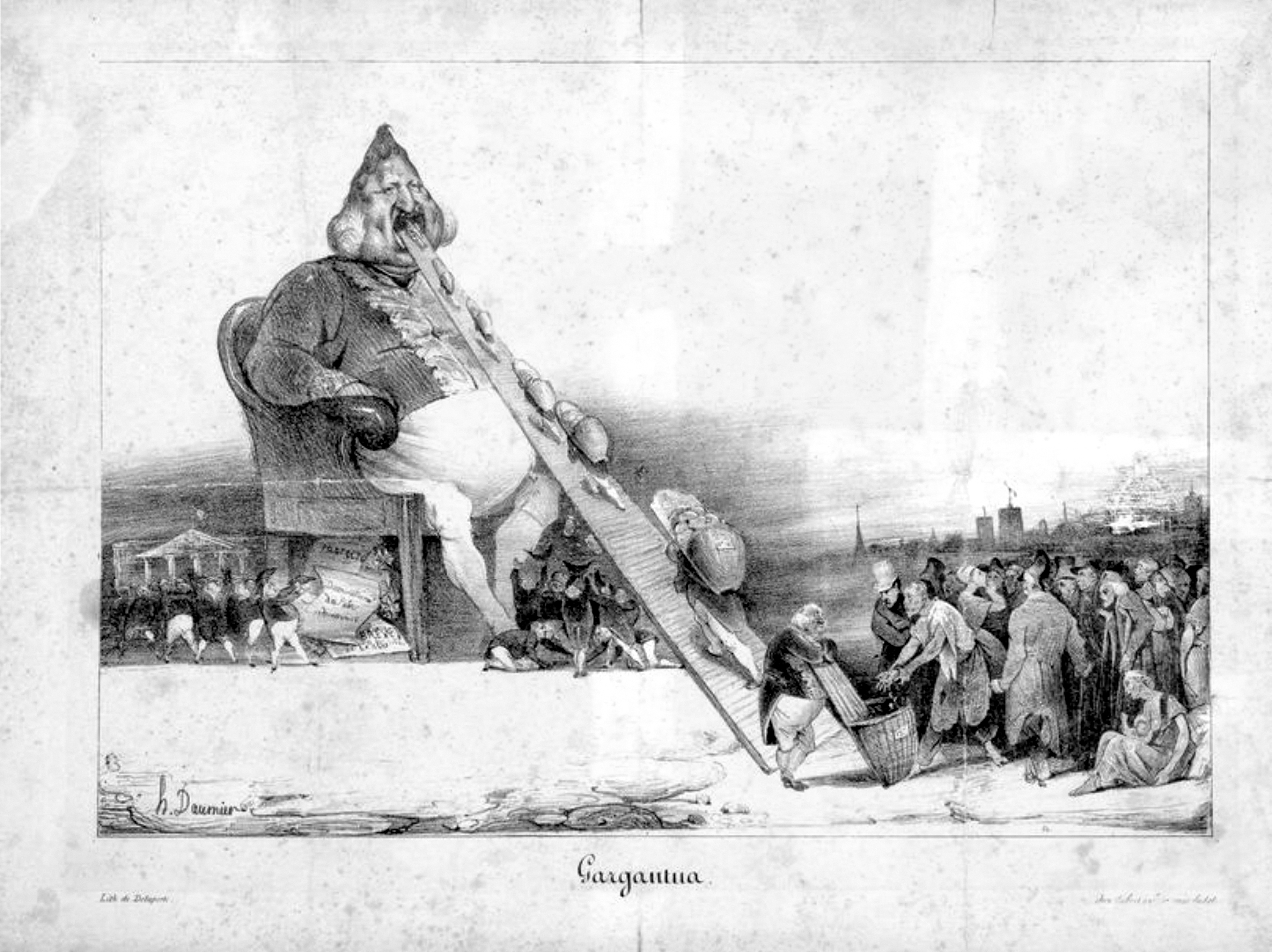
"Gargantúa", litografía de Honoré Daumier, 1831. A causa de esta caricatura de Luis Felipe I de Francia, Daumier estuvo preso seis meses.

Ilustración burlesca o exageración burlesca o caricatura burlesca o aún diseño burlesco, es un estilo de ilustración que tiene por finalidad satirizar, por medio de una caricatura, algún acontecimiento de actualidad en el que se encuentran involucrados uno o varios personajes. Allí se debe exagerar trazos del carácter o de la personalidad, o del propio aspecto físico de las personas o de las cosas o de las situaciones, a efectos de que la ilustración sea burlesca.
Esta forma de ilustración fue y es muy utilizada en muchos países, como forma de hacer crítica política de impacto. Este concepto a veces es confundido o tomado como sinónimo de dibujo humorístico, aunque la ilustración burlesca pretende transmitir críticas más contundentes, mientras que el dibujo humorístico pretende tratar con humor situaciones más cotidianas de la sociedad, y mientras que la caricatura es generalmente la presentación con humor de un único personaje. Una ilustración burlesca o caricatura burlesca a veces también es denominada cargada o cargada gráfica o cargada burlesca, como forma de acentuar su efecto de impacto y de resaltar el entorno irónico o la intencionalidad irónica.
Por lo tanto y más que un simple diseño, la ilustración burlesca debe ser una contundente crítica político-social donde el artista expresa gráficamente su visión sobre determinados asuntos, a través de humor y de sátira. Para entender o comprender una ilustración burlesca no es preciso ser necesariamente una persona muy culta, pues basta con estar informado de lo que acontece y de lo que se dice en el entorno, y tener un mínimo de imaginación.
En muchos casos una ilustración burlesca tiene un impacto mayor que un editorial, por su diseño crítico y estilo directo, y además fácil de recordar y de transmitir boca a boca, así que suele ser muy temida por los poderosos. No en balde es que cuando se establece algún tipo de censura de prensa en un determinado país, las caricaturas y las ilustraciones burlescas retienen enseguida el interés y la preocupación de los censores.
Este concepto en portugués se expresa por el término charge, que viene del francés charger que significa carga, exageración, o incluso ataque violento (a la carga, carga de caballería). La ilustración burlesca es una representación pictográfica, es un dibujo humorístico que satiriza un cierto hecho, idea, acontecimiento, situación, o persona, involucrando un asunto de conocimiento público, generalmente de tipo político. Una relativamente buena traducción al español de este concepto podría ser caricatura burlesca, o mejor aún, caricaturización burlesca.
Las cargadas fueron creadas a principios del siglo XIX, por personas opuestas a gobiernos o a personalidades, y que querían expresarse de una manera impactante e inusitada. Y precisamente esta forma de expresión fue reprimida y controlada por muchos gobiernos, principalmente imperios, porque pueden ganar gran popularidad y dispersarse con rapidez entre la población, lo que sigue aconteciendo aún hoy día.

## Lailustración burlescao laexageración burlesca
Las cargadas recurren a varias estrategias para producir efectos cómicos y reflexivos, y para ser perdurables en el corto y mediano plazo. En la mayoría de los casos, apenas si algunas técnicas son empleadas en una determinada producción.

### Ellenguaje visual
El elemento visual de impacto es una característica presente en cualquier cargada. Las codificaciones visuales proporcionan mayor comprensión de la crítica que el cargadista pretende transmitir. Es muy claro que, en la mayoría de las veces, las imágenes se asocian con cierto lenguaje verbal, para así enriquecer la presentación elaborada.

### Laexageración
Gran parte de las cargadas basan su éxito en la exageración. Exagerando, se consigue poner un énfasis mayor en lo que se está intentando decir, particularizando en ciertos aspectos marcantes que son los que se consideran más importantes. Cierto, estas exageraciones en lo estricto distancian el diseño de la realidad, más se aproximan a la verdad al intentar que el observador centre su atención en algún aspecto de trascendencia. Al mismo tiempo, las exageraciones son las responsables de promover el lado cómico de las cargadas, provocando la risa de los lectores u observadores, y fijando este detalle en los recuerdos.

### Elridículo
Las personas se ríen del ridículo humano, y especialmente de lo que forma la normalidad de las acciones humanas, o sea de lo especial o extraño que surge de lo cotidiano. Friedrich Nietzsche decía que "el hombre es el único animal que ríe y que sonríe", mientras que Henri Bergson decía que "el hombre es un animal que hace reír, porque si algún otro animal o cualquier cosa inanimada produce la risa, es siempre por su semejanza con el hombre".
Las cargadas procuran asociar figuras públicas con situaciones ridículas, y/o mostrar de forma no convencional temas tratados normalmente con mayor seriedad, llamando así la atención y provocando la risa o la sonrisa.

### Laruptura discursiva
Un final inesperado o un detalle algo más solapado, es un factor muy usado en las cargadas para provocar un efecto de comicidad. Efectivamente se trata de una ruptura construida ex professo del discurso, y la risa naturalmente se asocia entonces a ese repentino quiebre de lógica que sorprende al lector. Obviamente, lo sorpresivo, lo inesperado, es imprescindible en este caso, y una muy buena estrategia del cargadista consiste en esconder o en disimular sutilmente este factor, para que el mismo se revele al lector en el momento más adecuado.

### Lapolifonía
Ciertamente vemos a veces en varias cargadas enunciadores diferentes, cuyos discursos dialogan para producir el sentido que el autor pretende transmitir a los lectores. Esta especie de polifonía puede ser aplicada de variadas maneras: (1) dos personajes; (2) un personaje y un texto explicativo que contextualice la situación; etc.

### Laintertextualidad
Una exageración burlesca nunca será auto-explicativa. El discurso cargístico está asociado a otros textos, a acontecimientos que lo contextualizan con determinada situación de la sociedad. Muchas cargadas dialogan con noticias y editoriales del propio medio en el que fueron publicadas. Esa intertextualidad es utilizada por el cargista generalmente de forma implícita, lo que exige de parte del lector un conocimiento previo de los hechos y de las situaciones, para que así se pueda entender la carga.

## Estilos o géneros (diccionario cuatrilingüe)
| Español                     | Inglés                   | Francés                     | Portugués                        |
| --------------------------- | ------------------------ | --------------------------- | -------------------------------- |
| Amerimanga                  | OEL manga                | Amerimanga                  | Amerimanga                       |
| Cargada burlesca            | -----                    | -----                       | Charge                           |
| Caricatura                  | Caricature               | Caricature                  | Caricatura                       |
| Dibujo humorístico          | Cartoon                  | Dessin humoristique         | Cartoon                          |
| Censura                     | Censorship               | Censure                     | Censura                          |
| Chiste gráfico o Gag visual | Gag cartoon o Visual gag | Blague o Gag                | -------                          |
| Dibujo                      | Drawing                  | Dessin                      | Desenho                          |
| Historieta                  | Comics                   | Bande dessinée              | Banda desenhada                  |
| Historieta brasileña        | Brazilian comics         | Bande dessinée au Brésil    | História em quadrinhos no Brasil |
| Historieta española         | Spanish comics           | Bande dessinée espagnole    | Tebeo                            |
| Historieta franco-belga     | Franco-Belgian comics    | Bande dessinée franco-belge | Banda desenhada franco-belga     |
| Línea clara                 | Ligne claire             | Ligne claire                | Ligne claire                     |
| Manga                       | Manga                    | Manga                       | Mangá                            |
| Nouvelle manga              | Nouvelle manga           | Nouvelle manga              | Nouvelle manga                   |
| Novela gráfica              | Graphic novel            | Roman graphique             | Romance gráfico                  |
| Tira cómica                 | Comic strip              | Comic strip                 | Tira de banda desenhada          |
| Webcómic                    | Webcomic                 | Bande dessinée en ligne     | Webcomic                         |
| Webserial                   | Web fiction              | Websérie                    | -----                            |